# Парламентские выборы в Лаосе (1951)
Парламентские выборы 1951 года в Лаосе состоялись 18 августа. В отличие от предыдущих выборов (1947 года), они проходили на партийной основе. В выборах участвовало 4 политических партии, победу одержала Национальная прогрессивная партия во главе с принцем Суванна Фума, который по итогам выборов возглавил правительство Лаоса.

## Результаты выборов
| Партия                              | Число голосов | %   | Мест в Национальном собрании |
| ----------------------------------- | ------------- | --- | ---------------------------- |
| Национальная прогрессивная партия   |               | 49  | 19                           |
| Партия независимости                |               | 26  | 10                           |
| Демократическая партия              |               | 10  | 4                            |
| Партия национального единства Лаоса |               | 5   | 2                            |
| Независимые                         |               | 10  | 4                            |
| Признано недействительными          |               | -   | -                            |
| Всего                               |               | 100 | 39                           |
| Источники: Nohlen и др.             |               |     |                              |